# Liphistius sayam
Liphistius sayam is een spinnensoort uit de familie Liphistiidae. De soort komt voor in Thailand.